# Ureacykeln
Ureacykeln är den process i kroppen som omvandlar skadlig fri ammoniak (NH3) till urea som sedan kan lämna kroppen via urinen. Det är en del av kvävemetabolismen där aminosyrorna som är proteinernas beståndsdelar bryts ner. Ureacykeln sker till största del i levern hos människor. 
Ammoniak (som är kväverikt) gör sig kroppen av med genom att aminosyrorna via transaminering donerar sin aminogrupp till exempelvis alfa-ketoglutarat som då bildar glutamat vilket kan deamineras så att det uppstår fritt ammoniak. 
Själva ureacykelns steg:
1. Ammoniak, NH3, inträder i ureacykeln genom att slås ihop med vätekarbonat och ATP och bilda karbamoylfosfat.
2. Karbamoylfosfat innehåller en amingrupp och slås ihop med ornitin och bildar citrullin.
3. Citrullin får ytterligare en amingrupp från aspartat genom sammanslagning till argininosuccinat.
4. Argininosucinatet klyvs sedan till fumarat (som är en intermediär i citronsyracykeln) och arginin.
5. Argininet spjälkas i sin tur till urea och ornitin.

Urea innehåller alltså två aminogrupper i en för kroppen oskadlig form och kan passera ut ur kroppen med urinen.

Reaktionsstegen i ureacykeln där ammoniak, NH_{3}, omvandlas till urea (urinämne)

Summaformeln kan beskrivas som:
{\displaystyle {\ce {{Aspartat}+ NH3 + HCO3^- + 3ATP + H2O -> {Urea}+ {Fumarat}+ 2ADP + AMP + 2P_i + PP_i}}}